# Centrale solaire Extresol
La centrale solaire Extresol est une centrale solaire à miroir cylindro-parabolique d'une puissance nominale de 150 MW, située à Torre de Miguel Sesmero dans la province de Badajoz, Estrémadure, en Espagne.

## Description
La centrale est constituée de trois systèmes différents: Extresol 1, Extresol 2 et Extresol 3, chacune ayant une puissance nominale de 50 MW, en raison de la limitation de puissance par centrale, fixée à 50 MW par la législation espagnole.
Extresol a un système de stockage thermique qui absorbe une partie de la chaleur produite dans le champ solaire pendant la journée et la stocke dans des sels fondus.
Extresol a coûté environ 300 M€ et a été inauguré le 25 février 2009.

### Sources
- (en) Cet article est partiellement ou en totalité issu de l’article de Wikipédia en anglais intitulé « Extresol Solar Power Station » (voir la liste des auteurs).